# N-08A
docomo STYLE series N-08A（ドコモ スタイル シリーズ エヌ ゼロ はち エー）は、日本電気（NEC）によって開発された、NTTドコモの第三世代携帯電話（FOMA）端末である。docomo STYLE seriesの端末。同じ夏モデルでdocomo SMART seriesのN-09Aとは姉妹モデルになっている。また、同日に発表されたソフトバンクモバイル向けSoftBank 930Nとも共通点が多い。

## 概要
2008年冬モデルのN-02Aの後継機で、N905iμから続く薄型高機能折りたたみ端末のシリーズである。
全体的な形は、N-02Aに非常に近いが、サブディスプレイが先端部から、やや中よりに移って楕円形の形になったため、見た目の印象が少し変わっている。そのサブディスプレイがある背面パネルには千鳥格子のデザインを取り入れている。サイズは、N-02Aよりも約1mm厚くなり、約7g重くなっている。
カメラは、N-06Aと同じ約810万画素CMOSとなり、120fpsのQVGAサイズの動画を撮り、30fpsで再生する「スピードムービー」や、240度パノラマ撮影等の機能を備える。
当初は2009年5月下旬に発売を予定していたが、docomo PRIME seriesのN-06Aでiモード接続時に不具合が生じたことから、これに対処するため発売が延期されている。なお、通常モデル発売後の7月には、ドコモオンラインショップのみで「N-08Aマイセレクトモデル」が期間限定発売される予定。背面パネルのデザインを3種類から、背面イルミネーション「ワンポイントイルミ」のデザインを31種類から選べ、スペシャルコンテンツを内蔵する。
| 主な対応サービス                   | 主な対応サービス                                                    | 主な対応サービス                       | 主な対応サービス                                    |
| ---------------------------------- | ------------------------------------------------------------------- | -------------------------------------- | --------------------------------------------------- |
| タッチパネル                       | FOMAハイスピード7.2Mbps                                             | Bluetooth                              | DCMX／おサイフケータイ                              |
| iアプリオンライン／地図アプリ      | 直感ゲーム／メガiアプリ                                             | iウィジェット                          | マチキャラ／iコンシェル                             |
| ホームU／ポケットU                 | GPS／ケータイお探し                                                 | デコメール／デコメ絵文字／デコメアニメ | iチャネル                                           |
| 着もじ／プッシュトーク             | テレビ電話／キャラ電                                                | 電話帳お預かりサービス                 | フルブラウザ                                        |
| おまかせロック／バイオ認証         | 外部メモリーへiモードコンテンツ移行／ユーザーデータ一括バックアップ | トルカ                                 | iC通信／iCお引越しサービス                          |
| きせかえツール／ダイレクトメニュー | バーコードリーダ／名刺リーダ                                        | 2in1                                   | エリアメール／ソフトウェアーアップデート自動更新    |
| GSM／3Gローミング（WORLD WING）    | 着うたフル／うた・ホーダイ                                          | Music&Videoチャネル／ビデオクリップ    | デジタルオーディオプレーヤー(WMA)(AAC)(SDオーディオ |

## 歴史
- 2009年3月11日 - 電気通信端末機器審査協会（JATE）認定通過。
- 2009年5月19日 - F-08A・F-09A・N-06A・N-07A・N-08A・N-09A・P-07A・P-08A・P-09A・P-10A・SH-05A・SH-06A・SH-07A・L-04A・L-06A・HT-03A・T-01Aの開発を発表。
- 2009年5月22日 - 5月28日の発売を延期。
- 2009年6月7日 - iモードのJavaScriptを無効化し発売開始。
- 2009年7月13日 - マイセレクトモデル発売開始。

## 不具合
- 2009年5月22日 - この日発売されたdocomo PRIME seriesのN-06Aで、iモード接続時に不具合が生じたことから、同じシステムを使用する本機種にも同様の影響が出る恐れが出たため、改善されるまで発売延期の措置をとった。[1]

2009年7月9日に以下の不具合の修正がソフトウェアの更新でなされた。
- メール本文作成中に特定文字列を入力すると電源再起動する場合がある
- 使用状況によって、電池の持ちが悪くなる場合がある

2009年11月12日に以下の変更がソフトウェアの更新でなされた。
- iモードブラウザの一部機能（JavaScript機能）を再有効化